# Westphalfloß
Das Westphalfloß war ein spezielles Transportsystem der Binnenschifffahrt zum Transport von Steinkohle über den Dortmund-Ems-Kanal und den Mittellandkanal nach Salzgitter, zum Hüttenwerk der Reichswerke Hermann Göring. Benannt wurde es nach seinem Entwickler Eberhard Westphal. Gebaut wurde es 1943 auf der Straßburger Werft der Reichswerke Hermann Göring in Straßburg-Neudorf, wo zu dieser Zeit auch U-Boot-Rümpfe entstanden.

## Konstruktion
Das Westphalfloß, auch Laströhrenfloß oder Lastrohrfloß genannt, bestand aus zylinderförmigen Transportbehältern von 3 Metern Breite und 24 Metern Länge. Jeweils drei Behälter wurden nebeneinander und acht Einheiten hintereinander gekuppelt. Der Antrieb bestand aus zwei Schleppern, von denen einer schleppte und der andere schob. Der vordere hatte eine Leistung von zweimal 180 PS und der hintere von zweimal 150 PS. Der Verband hatte eine Länge von 222 Metern bei 9 Metern Breite und hatte ein Ladevermögen von 2.200 Tonnen. Die gesamte Einheit wurde über Seilzüge so gelenkt, dass auch enge Kurven durchfahren werden konnten. Die einzelnen Transportbehälter wurden am Bestimmungsort mit einem Schrägaufzug aus dem Wasser gezogen und an Land ausgekippt. Dadurch ersparte man sich das Entladen mit einem Kran. Im Zweiten Weltkrieg wurde so ein Kraftwerk in Salzgitter-Beddingen mit Kohle versorgt. Diese Flöße waren sozusagen die Vorläufer der Schubschifffahrt. Auf dem Rhein hat man in dieser Zeit auch Versuchsfahrten mit 120 Transportbehältern unternommen.
Als Weiterentwicklung fuhr ab 1961 die sogenannte Kanalschlange. Sie bestand ebenfalls aus zwei Motoreinheiten und aus acht Transportbehältern von 9,0 m × 24,0 m, die Gesamttragkraft lag bei 3.232 Tonnen. Bis in die 1980er Jahre wurde dieses Transportsystem unter dem Namen Wintrans 50 von der Reederei Wintrans betrieben. Das Fahrgebiet war zwischen der Zeche Haus Aden am Datteln-Hamm-Kanal (DHK) und Salzgitter-Beddingen. Da im DHK Fahrzeuge dieser Länge nicht fahren durften, wurde der Verband in Datteln in zwei Hälften geteilt. Das heißt, erst fuhren die zwei Boote mit vier Leichtern zur Zeche Haus Aden zum Beladen, danach ging es wieder zurück nach Datteln. Dort wurden die vier beladenen Leichter festgemacht, die Boote abgekuppelt und an die vier leeren Leichter angekuppelt. Damit fuhr man wieder zum Laden und anschließend fuhr man zurück nach Datteln und kuppelte die acht Leichter zum kompletten Floß zusammen.

## Vorgänger in England
Um 1870 fuhren auf dem River Aire und dem River Calder sogenannte Gliederschiffe. Dies waren 6,1 m lange und 4,8 m breite schwimmende Transportbehälter mit einer Tragfähigkeit zwischen 30 und 40 Tonnen. Es wurden 6 bis 12 dieser Behälter gelenkig zusammengekuppelt und von einem Schraubendampfer geschoben, vorne wurde ein spitzes Bugteil angekoppelt. Der rund 80 m lange Verband wurde mit links und rechts entlang des Verbands gespannten Seilen in den Flussbiegungen gelenkt.